# Timbó (ort)
Timbó är en ort i Brasilien.   Den ligger i kommunen Timbó och delstaten Santa Catarina, i den södra delen av landet, 1 200 km söder om huvudstaden Brasília. Timbó ligger 69 meter över havet och antalet invånare är 33 765.
Terrängen runt Timbó är kuperad åt nordväst, men åt sydost är den platt. Närmaste större samhälle är Indaial, 9,2 km söder om Timbó.
Runt Timbó är det i huvudsak tätbebyggt. Runt Timbó är det ganska tätbefolkat, med 166 invånare per kvadratkilometer.